# Yevgeni Frolov
Bản mẫu:Eastern Slavic name
Yevgeni Konstantinovich Frolov (tiếng Nga: Евгений Константинович Фролов; sinh ngày 5 tháng 2 năm 1988) là một cầu thủ bóng đá người Nga. Anh thi đấu cho F.K. Orenburg.